# Solenocera faxoni
Solenocera faxoni är en kräftdjursart som beskrevs av De Man 1907. Solenocera faxoni ingår i släktet Solenocera och familjen Solenoceridae. Inga underarter finns listade i Catalogue of Life.